# Casa Serra
La Casa Serra (Can Serra in catalano) è un edificio modernista che si trova al numero 126 della Rambla de Catalunya di Barcellona.
La casa venne costruita tra il 1903 e il 1908 su progetto di Josep Puig i Cadafalch per esser la residenza della famiglia di un ricco commerciante di Manresa, Pere Serra i Pons.
Lo stile della casa è ispirato a quello plateresco medievale, visibile nella facciata e nell'ornamento delle finestre, dove si trovano i busti di famose personalità del mondo delle arti, come Cervantes, Fortuny o Wagner, realizzate da Eusebi Arnau e Alfons Juyol, collaboratori abituali di Puig i Cadafalch.
La casa è sede della Diputació de Barcelona dal 1987 e nel 2001 è stata dichiarata dalla Generalitat de Catalunya Bene Culturale di Interesse Nazionale.